# 307-й истребительный авиационный полк
307-й истребительный авиационный ордена Красной Звезды полк (307-й иап) — воинская часть Военно-воздушных сил (ВВС) Вооружённых Сил РККА, принимавшая участие в боевых действиях Советско-японской войны.

## Наименования полка
За весь период своего существования полк своё наименование не менял:
- 307-й истребительный авиационный полк;
- 307-й истребительный авиационный Ордена Красной Звезды полк;
- Войсковая часть Полевая почта 65321.

## Создание полка
307-й истребительный авиационный полк начал формироваться 13 декабря 1940 года в составе ВВС Дальневосточного фронта на основе кадров из частей ВВС ДВФ по штату 15/21 на самолётах И-15бис и И-16.
| И-15 бис | И-153 | И-16 |

## Расформирование полка
307-й истребительный авиационный полк в связи со значительными сокращениями Вооружённых Сил СССР 15 сентября 1960 года был расформирован в составе 110-й истребительной авиационной Сахалинской дивизии 1-й воздушной армии Дальневосточного военного округа на аэродроме Буревестник о-ва Итуруп.

## В действующей армии
В составе действующей армии:
- с 9 августа 1945 года по 3 сентября 1945 года.

## Командиры полка
- майор Сардаров Сергей Аркадьевич   - 09.1941
- майор Грозин Алексей Алексеевич[2], 10.07.1944 — 31.12.1945

## В составе соединений и объединений
| Период        | Фронт (округ)                 | армия (корпус)       | дивизия                                  | примечание                                                                                             |
| ------------- | ----------------------------- | -------------------- | ---------------------------------------- | --- |
| 13.12.1940 г. | Дальневосточный фронт         | ВВС фронта           |                                          | И-16, И-15бис                                                                                          |
| 01.03.1941 г. | Дальневосточный фронт         | ВВС фронта           | 29-я истребительная авиационная дивизия  | В основном укомплектован                                                                               |
| 26.08.1941 г. | Дальневосточный фронт         | ВВС фронта           | 29-я истребительная авиационная дивизия  | Переформирован по штату 015/134                                                                        |
| 20.02.1942 г. | Дальневосточный фронт         | ВВС фронта           | 29-я истребительная авиационная дивизия  | 3-я аэ перевооружена на ЛаГГ-3, после чего убыла из полка. Вместо неё в состав включена 3 аэ 18-го иап |
| 20.02.1942 г. | Дальневосточный фронт         | ВВС фронта           | 29-я истребительная авиационная дивизия  | 3-я аэ перевооружена на ЛаГГ-3, после чего убыла из полка. Вместо неё в состав включена 3 аэ 18-го иап |
| 15.08.1942 г. | Дальневосточный фронт         | 10-я воздушная армия | 29-я истребительная авиационная дивизия  | |
| 28.09.1942 г. | Дальневосточный фронт         | 10-я воздушная армия | 29-я истребительная авиационная дивизия  | Перевооружён на самолёты Як-7б                                                                         |
| 29.11.1942 г. | Дальневосточный фронт         | 10-я воздушная армия | 29-я истребительная авиационная дивизия  | переформирован по штату 015/284                                                                        |
| 01.11.1944 г. | Дальневосточный фронт         | 10-я воздушная армия | 29-я истребительная авиационная дивизия  | Переформирован по штату 015/364                                                                        |
| 05.08.1945 г. | 2-й Дальневосточный фронт     | 10-я воздушная армия | 29-я истребительная авиационная дивизия  | Як-9                                                                                                   |
| 09.08.1945 г. | 2-й Дальневосточный фронт     | 10-я воздушная армия | 29-я истребительная авиационная дивизия  | вступил в боевые действия на Як-9                                                                      |
| 03.09.1945 г. | 2-й Дальневосточный фронт     | 10-я воздушная армия | 29-я истребительная авиационная дивизия  | окончил боевые действия                                                                                |
| 01.10.1945 г. | Дальневосточный военный округ | 10-я воздушная армия | 29-я истребительная авиационная дивизия  | |
| 01.11.1945 г. | Дальневосточный военный округ | 10-я воздушная армия | 255-я смешанная авиационная дивизия      | |
| 20.02.1949 г. | Дальневосточный военный округ | 29-я воздушная армия | 110-я смешанная авиационная дивизия      | |
| 01.01.1953 г. | Дальневосточный военный округ | 29-я воздушная армия | 110-я истребительная авиационная дивизия | |
| 01.04.1957 г. | Дальневосточный военный округ | 1-я воздушная армия  | 110-я истребительная авиационная дивизия | |
| 15.09.1960 г. | Дальневосточный военный округ | 1-я воздушная армия  | 110-я истребительная авиационная дивизия | |

## Участие в операциях и битвах
- Сунгарийская наступательная операция — с 9 августа 1945 года по 2 сентября 1945 года

## Участие в освобождении городов
Полк в составе 29-й истребительной авиационной дивизии 17 августа 1945 года участвовал в освобождении города Цзямусы.

## Награды
307-й истребительный авиационный полк за образцовое выполнение заданий командования в боях с японскими войсками на Дальнем Востоке при форсировании рек Амур и Уссури, овладении городами Цзямусы, Мэргень, Эйаньчжэнь, южной половиной острова Сахалин, а также островами Сюмусю и Парамушир из гряды Курильских островов и проявленные при этом доблесть и мужество Указом Президиума Верховного Совета СССР 14 сентября 1945 года награждён орденом Красной Звезды.

## Благодарности Верховного Главнокомандующего
За проявленные образцы мужества и героизма Верховным Главнокомандующим лётчикам полка в составе 29-й иад объявлены благодарности:
- за овладение городами Цзямусы, Мэргэнь, Бэйаньчжэнь, Гирин, Дайрэн, Жэхэ, Мишань, Мукден, Порт-Артур, Харбин, Цицикар, Чанчунь, Яньцзи[3].

## Итоги боевой деятельности полка
Всего за годы Советско-японской войны полком:
| Выполнено боевых вылетов | Сбито самолётов в воздухе                               | Уничтожено самолётов на аэродромах |
| ------------------------ | ------------------------------------------------------- | ---------------------------------- |
| 160                      | Встреч с самолётами противника и воздушных боев не было | 4                                  |

Свои потери:
| Потеряно самолётов, всего | Погибло лётчиков всего |
| ------------------------- | ---------------------- |
| 1                         | нет                    |

## Самолёты на вооружении
| Период                  | Самолёты       |
| ----------------------- | -------------- |
| 12.1940 — 28.09.1942    | И-15бис        |
| 12.1940 — 28.09.1942    | И-16           |
| 28.09.1942 — 07.08.1944 | Як-7б          |
| 07.08.1944 — 1950       | Як-9 Д, М      |
| 1950 — 1951             | P-63 Kingcobra |
| 1951 — 1954             | МиГ-15         |
| 1954 — 1960             | МиГ-17         |

## Базирование
| Период                  | Аэродром                                     |
| ----------------------- | -------------------------------------------- |
| 01.11.1945 — 15.09.1960 | Буревестник (о. Итуруп, Сахалинская область) |